# 말라위의 경제
말라위의 경제는 농업이 주를 이루며 인구의 80%가 농촌에 거주하고 있다. 남부 중앙 아프리카에 있는 육지로 둘러싸인 말라위는 세계에서 가장 개발이 덜 된 나라들 중 하나이다. 2017년 농업은 GDP의 약 3분의 1과 수출 수입의 약 80%를 차지했다. 경제는 국제 통화 기금, 세계은행, 그리고 개별 공여국으로부터의 상당한 경제 원조의 유입에 의존한다. 정부는 수출 촉진, 교육 및 보건 시설 개선, 삼림 벌채와 침식과 같은 환경 문제에 직면하는 것, 아프리카의 HIV/AIDS 문제에 대처하는 것 등 강력한 도전에 직면해 있다.

## 농업
말라위의 가장 중요한 수출 작물은 담배로, 2012년 수출 수익의 3분의 1(30%)을 차지했다. 2000년에는 세계에서 10번째로 큰 생산국이었다. 세계 가격이 하락하고 국제 사회가 담배 생산을 제한하라는 압력을 증가시킴에 따라 말라위의 담배에 대한 높은 의존도는 경제에 큰 부담을 준다. 말라위는 2007년~2008년 수출 수익의 53%에서 70%로 제품이 뛰어오를 정도로 담배 의존도가 커지고 있다.
이 나라는 또한 차, 사탕수수, 커피에 크게 의존하고 있으며, 이들 3개 이상의 담배가 말라위의 수출 수입의 90% 이상을 차지하고 있다. 차는 1878년에 처음 소개되었다. 대부분은 뮬란제와 티올로에서 재배된다. 다른 작물로는 목화, 옥수수, 감자, 수수, 소, 염소가 있다. 담배와 설탕 가공은 주목할 만한 2차 산업이다.
말라위는 전통적으로 주식인 옥수수를 자급자족해 왔으며, 1980년대에는 가뭄에 시달리는 이웃 국가들에 상당량을 수출했다. 인구의 거의 90%가 자급자족 농업에 종사한다. 소작농들은 옥수수, 콩, 쌀, 카사바, 담배, 땅콩을 포함한 다양한 작물을 생산한다. 재정적인 부는 일반적으로 소수 엘리트의 손에 집중되어 있다. 말라위의 제조업은 블랜타이어 시 주변에 위치해 있다.
말라위호와 칠와호는 대부분의 물고기를 제공한다. 많은 말라위인들에게 생선은 단백질의 가장 중요한 공급원이다. 건어물은 현지에서 소비될 뿐만 아니라 인근 국가로 수출되기도 한다. 대부분의 낚시는 소규모로 수작업으로 이루어진다. 그러나 말데코 수산업은 여러 상업용 어선을 소유하고 있으며 말라위 호수 남부에 양식장을 운영하고 있다.
말라위는 채굴 가능한 광물자원이 거의 없다. 남아프리카 공화국과 아프리카 호주 컨소시엄이 카롱가 인근 광산에서 우라늄을 채굴하고 있다. 음짐바 지역에서 석탄이 채굴되고 있다. 말라위는 농산물 수출에 대한 경제적 의존도가 높아 교역조건 감소와 가뭄 등 외부 충격에 특히 취약하다. 전체 수입 금액의 30% 이상을 차지하는 높은 운송 비용은 경제 발전과 무역에 심각한 장애가 된다. 말라위는 모든 연료 제품을 수입해야 한다. 다른 도전과제로는 숙련 노동력의 부족, 외국인 고용 허가 획득의 어려움, 관료주의적 관료주의, 부패, 말라위의 경제 발전을 저해하는 불충분하고 악화되는 도로, 전기, 수도 및 통신 인프라 등이 있다. 그러나 최근 도로 인프라 개선을 목표로 하는 정부 시책과 민간 부문의 철도 및 통신 참여가 투자 환경을 더욱 매력적으로 만들기 시작했다.

## 산업
2013년 말라위의 제조업은 GDP의 10.7%를 차지했다. 주요 산업은 식품 가공, 건설, 소비재, 시멘트, 비료, 진닝, 가구 생산, 담배 생산이다.
정부의 농업 분야 다변화와 글로벌 가치사슬 상향 이동 시도는 열악한 인프라와 불충분한 인력 양성, 취약한 기업 풍토 등으로 심각한 제약을 받아왔다. 기업들이 혁신적인 관행과 기술을 채택할 수 있도록 돕기 위해, 2013년에 채택된 국가 수출 전략은 기업들에게 국제적인 연구 결과에 더 많이 접근하고 사용 가능한 기술에 대한 더 나은 정보를 제공한다.수출 개발 기금과 말라위 혁신 도전 기금. 동시에, 정부는 연구개발에 대한 투자를 GDP의 1%로 올렸다.

### 식음료
대부분의 과일과 채소는 날것으로 수출되며 가공식품은 주로 남아프리카 공화국에서 수입된다. 칼스버그는 1965년 블랜타이어에서 처음으로 양조장을 열었다. 그 양조장은 또한 허가 하에 코카콜라 제품을 병에 담는다. 과일 농축액 수출을 위한 망고 가공 공장이 2013년 살리마에 문을 열었다. 유니버설 인더스트리는 블랜타이어에 여러 식품 공장을 운영하고 있으며, 그곳에서 사탕, 과자, 비스킷, 분유, 콩 제품, 이유식을 생산한다. 커피와 차는 티올로, 물란제, 음주주 주변의 6개의 다른 회사들에 의해 가공된다.

### 제약회사
말라위는 4개의 제약 회사가 있다. 그들은 제한된 범위의 약을 제조하는데, 특히 현지 시장에서 수요가 많은 약들을 제조한다. 말라위에서 가장 큰 제약회사인 파마노바가 그 뒤를 이어 SADM, 말라위 약국, 켄탐 프로덕츠 리미티드가 그 뒤를 잇고 있다.

### 임업

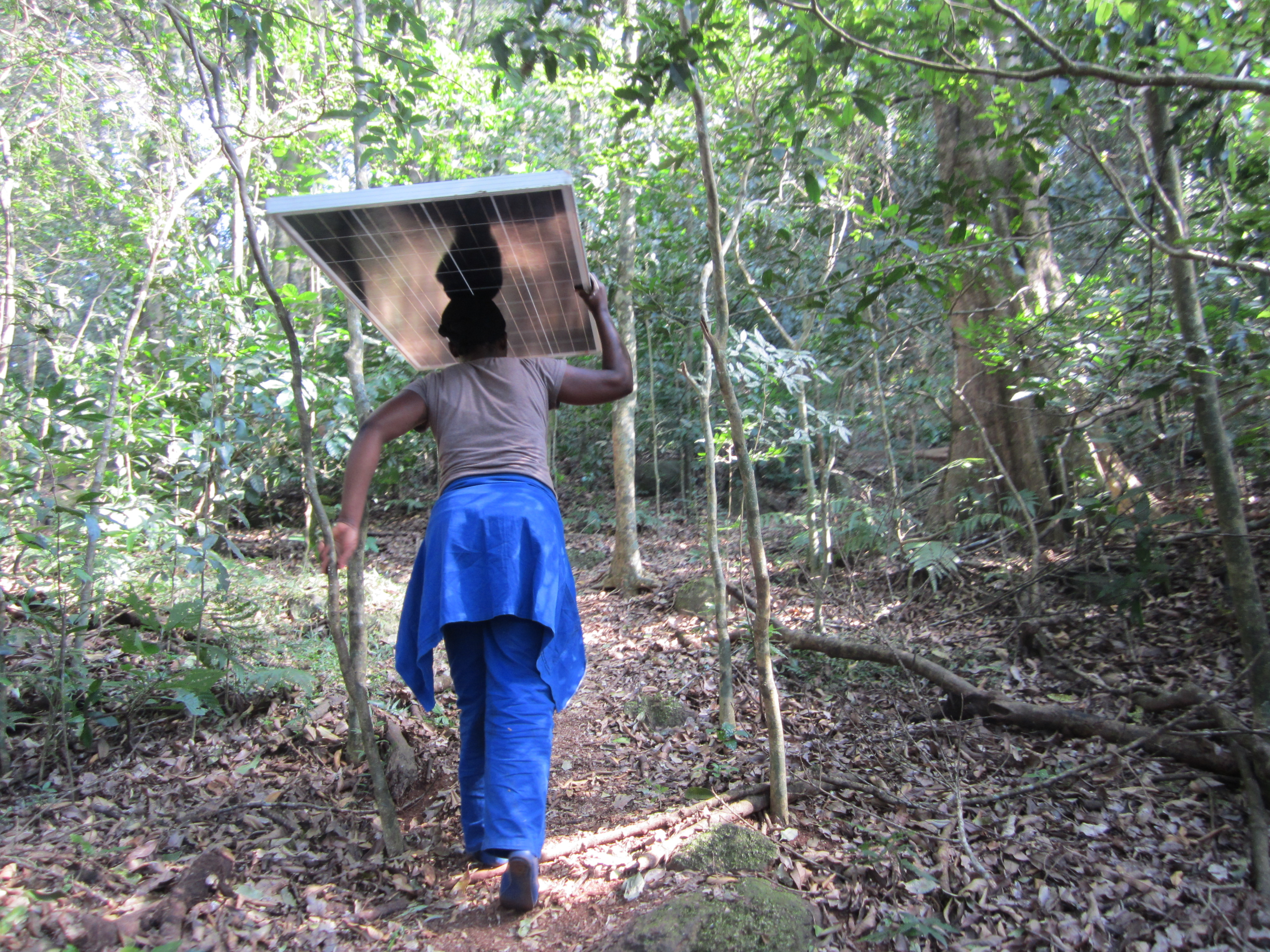
태양 전지판을 들고 있는 여자

물란제와 좀바 주변의 비피야 산맥에는 사람이 만든 커다란 소나무 숲이 있다. 건축 자재와 가구를 위한 목재 생산은 이 지역의 중요한 산업이다. 그러나 말라위의 대부분의 지역은 숯 생산을 위한 불법 벌목과 땔감 사용으로 인해 삼림 벌채로 어려움을 겪고 있다.

### 전력
말라위의 유일한 전력 공급자는 주 소유의 말라위 전력 공급 위원회(ESCOM)로, 거의 모든 전력을 샤이어강 유역의 수력발전소에서 생산한다. 2014년 세계은행 통계에 따르면, 이 시설은 약 351MW의 면적을 가지고 있으며, 말라위 인구의 약 12%가 전기를 사용할 수 있다.
계속되는 가뭄으로 샤이어강의 수위가 크게 떨어지면서 전력 생산량이 절반으로 줄어든 결과로 이 나라는 간헐적인 정전을 겪고 있다. 이 강은 보통 300MW의 전기를 생산하며, 말라위 전체 공급량의 98%를 차지한다. 그러나 ESCOM에 따르면 가뭄으로 인해 이 용량이 160MW로 감소했다고 한다.

## 국제적 지원
말라위는 1981년부터 세계은행(IBRD), 국제 통화 기금(IMF) 및 기타 기부자들의 지원을 받는 경제 구조 조정 프로그램을 실시해 왔다. 광범위한 개혁 목표로는 가격 통제와 산업 인허가 철폐를 통한 민간 부문 활동 촉진과 참여, 무역과 외환의 자유화, 조세 합리화, 공기업 민영화, 공무원 개혁 등이 있다. 말라위는 부채가 많은 과다채무빈곤국(HIPC)의 채무구제 자격을 얻었고 빈곤퇴치 전략을 가다듬고 있다.
말라위는 남아프리카 공화국, 짐바브웨 등 양대 무역 상대국과 양국 간 무역협정을 맺고 있는데, 두 곳 모두 말라위산 제품의 자국 내 면세 입국을 허용하고 있다. 정부는 말라위의 교육 및 보건 시설의 개선과 삼림 벌채, 침식, 과도한 토양과 같은 환경 문제와 같은 도전에 직면해 있다.

### 경제적 독립

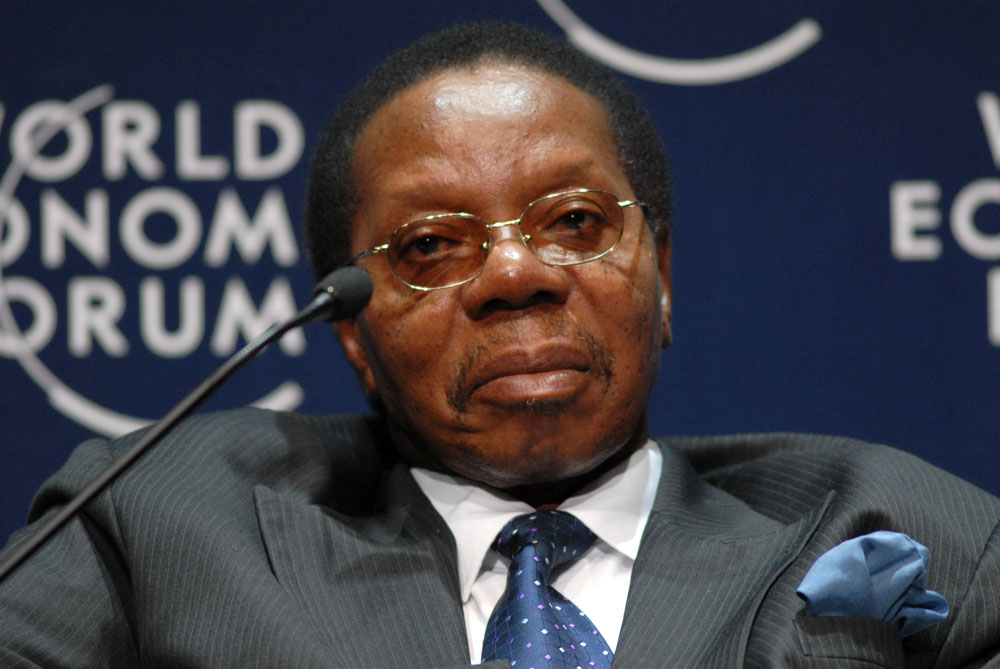
말라위의 전 대통령 빙구 와 무타리카는 2008년 9월 유엔에서 열린 아프리카 세계 경제 포럼에서 말라위의 최근 일방적인 농업 개혁에 대해 언급했다.

2006년, 비참하게 낮은 농업 수확에 대응하여, 직업별 경제학자인 빙구 와 무타리카 대통령의 주도로 말라위는 비료 보조금 프로그램을 시작했다. 이 나라의 대통령이 주창하는 이 프로그램은 말라위의 농업을 급진적으로 개선시키고 있으며, 말라위가 인근 국가들에 대한 식량 순수출국이 되고 있는 것으로 알려졌다.
그러나 무타리카의 두 번째 임기 동안 경제적 불만은 하향세로 돌아섰다. 경제적 불만은 2011년 7월 말라위 경제 시위를 야기한 촉매제였다.

## 같이 보기
- 모잠비크의 경제
- 남아프리카 공화국의 경제
- 보츠와나의 경제
- 유엔 아프리카 경제 위원회